# Lophophorus
Lophophorus Temminck, 1813 è un genere di uccelli della famiglia Phasianidae che comprende tre specie, note come lofofori, tutte caratterizzate da un piumaggio variopinto (solo nei maschi), corpo tozzo e provviste di code e zampe corte.

## Tassonomia
Comprende le seguenti tre specie:
- Lophophorus impejanus (Latham, 1790) - lofoforo splendido
- Lophophorus sclateri Jerdon, 1870 - lofoforo di Scalter
- Lophophorus lhuysii Geoffroy Saint-Hilaire, A, 1866 - lofoforo di L'Huys